# Phraatès Ier
Pour les articles homonymes, voir Phraatès.
Phraatès Ier Arsace IV, fils de Phriapetius Arsace III , est le roi des Parthes de 175 à 171 av. J.-C.

## Règne
Phraatès Ier est le fils aîné de Phriapetius ; selon Justin, il hérite du trône, combat les Mardes, « peuples belliqueux », et meurt peu après. Bien qu'il laisse plusieurs fils, il choisit comme successeur son frère Mithridate.